# اچ‌ام‌اس سورف (پی۲۳۹)
اچ‌ام‌اس سورف (پی۲۳۹) (به انگلیسی: HMS Surf (P239)) یک زیردریایی بود که طول آن ۲۱۷ فوت (۶۶ متر) بود. این زیردریایی در سال ۱۹۴۲ ساخته شد.